# エイコンシティ (ドバイ)
エイコンシティ (Aykon City) は、ダウンタウン・ドバイにあるシェイク・ザイード・ロード沿いの、ドバイの運河を見渡す位置にある超高層建築物群からなる開発地区。超高層建築物群から構成されるこの計画は、アラブ首長国連邦のドバイにあるダマク・プロパティーズが取り仕切っている。2016年から着工し、2023年に完成した4棟の建物は、高さがそれぞれ295メートル、267メートル、231メートル、221メートルである。施工は中国建築が担当した。
この開発計画には、エイコン・デア (Aykon Dare) という、スリルを求める人のために、ホテルの80階にあるタワーの屋上を歩けるようにした設備が含まれている。
タワーからは、「ドバイの運河の素晴らしい景色を眺めることができ、街の人気観光スポットのひとつでになる。ドバイ運河沿いの遊歩道には、風光明媚な歩行者用通路、水路、橋があり、住民や来訪者がリラックスできる場所になっている」と『ガルフ・デイリー・ニュース (Gulf Daily News)』は述べている。
2024年4月現在、さらに2棟の建設が進められている。